# Vadenay
Vadenay is een gemeente in het Franse departement Marne (regio Grand Est) en telt 226 inwoners (2004). De plaats maakt deel uit van het arrondissement Châlons-en-Champagne.

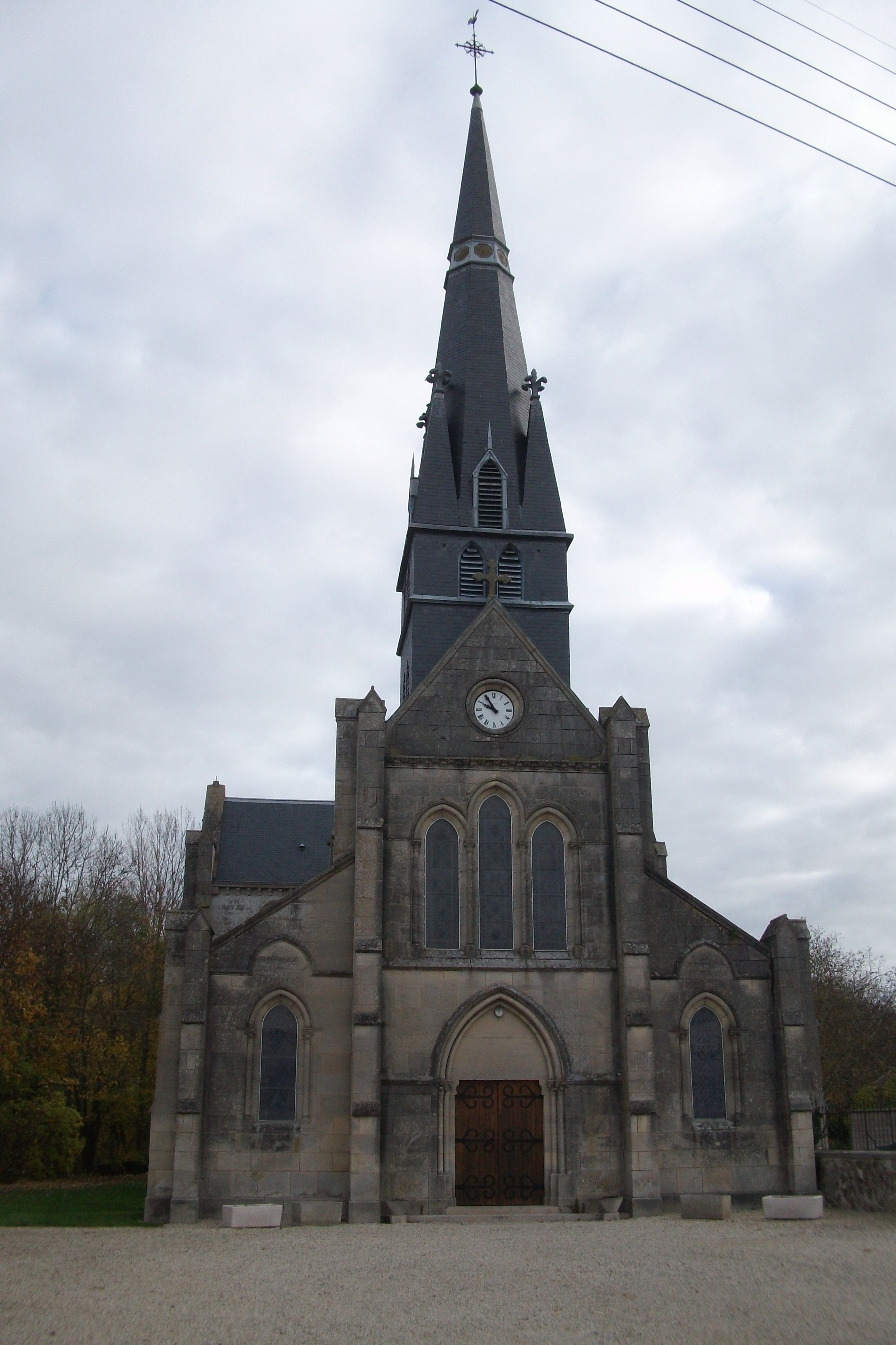
Kerk van Vadenay
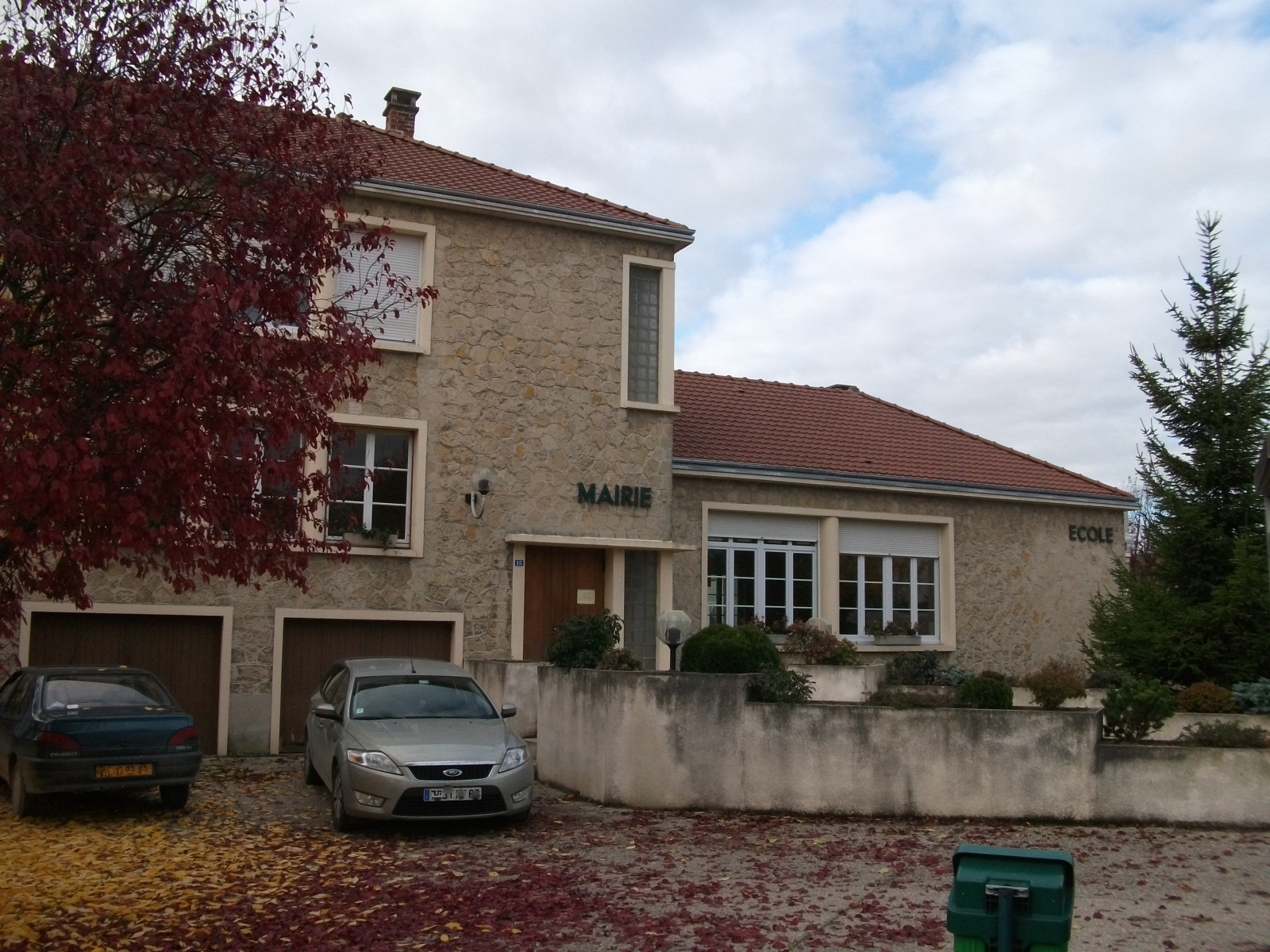
Gemeentehuis

## Geografie
De oppervlakte van Vadenay bedraagt 18,8 km², de bevolkingsdichtheid is 12,0 inwoners per km².
De onderstaande kaart toont de ligging van Vadenay met de belangrijkste infrastructuur en aangrenzende gemeenten.

## Demografie
Onderstaande figuur toont het verloop van het inwonertal (bron: INSEE-tellingen).